# Vesuvianit
Vesuvianit hay idocrase là một khoáng vật silicat đảo kép, có công thức hóa học là Ca10(Mg, Fe)2Al4(SiO4)5(Si2O7)2(OH,F)4. Vesuvianit hình thành ở dạng tinh thể bốn phương trong các mỏ skarn và đá vôi, là kết quả của quá trình biến chất tiếp xúc. Nó được phát hiện đầu tiên trong các khối bị bao bọc gần dung nham ở núi Vesuvius, và tên của nó được đặt theo tên núi này.